# میوشی یوشیتسوگو
میوشی یوشیتسوگو ((به ژاپنی: 三好義継 Miyoshi Yoshitsugu); ۱ ژانویهٔ ۱۵۴۹ – ۱۰ دسامبر ۱۵۷۳) سامورایی اهل ژاپن بود. وی پسرخوانده میوشی ناگایوشی و آخرین رهبر خاندان میوشی بود.